# Первомайське (Дрокійський район)
Первома́йське, Первомайскоє (рум. Pervomaiscoe) — село у Дрокійському районі Молдови. Адміністративний центр однойменної комуни, до складу якої також входить село Сергіївка.

## Населення
За даними перепису населення 2004 року у селі проживали 814 осіб.
Національний склад населення села:
| Національність       | Кількість осіб | Відсоток   |
| -------------------- | -------------- | ---------- |
| українці             | 604            | 74,2%      |
| молдавани румуни     | 159 3          | 19,5% 0,4% |
| росіяни              | 45             | 5,5%       |
| інша / без відповіді | 3              | 0,4%       |
| Всього               | 814            | 100%       |